# Agliana
Agliana is een gemeente in de Italiaanse provincie Pistoia (regio Toscane) en telt 15.405 inwoners (31-12-2004). De oppervlakte bedraagt 11,6 km², de bevolkingsdichtheid is 1328 inwoners per km².

## Impressie

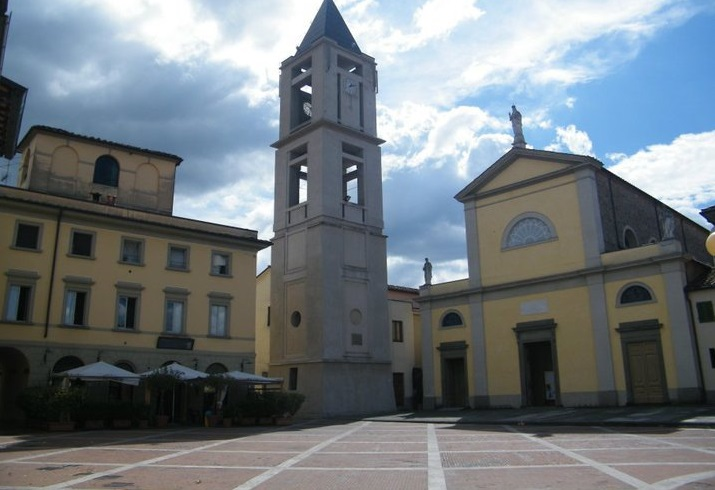
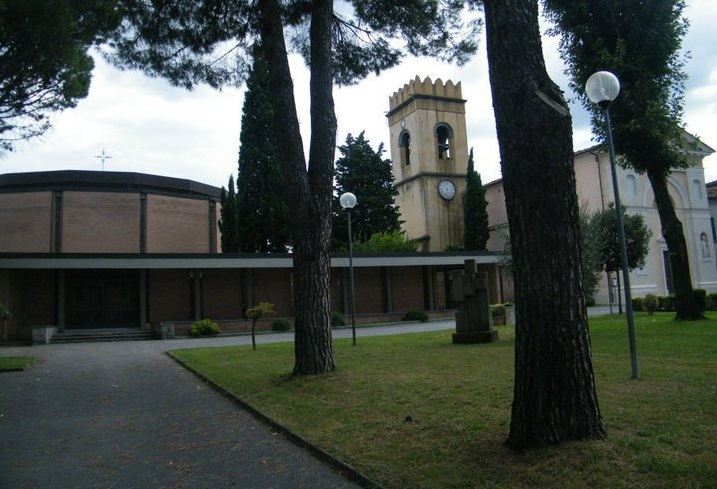
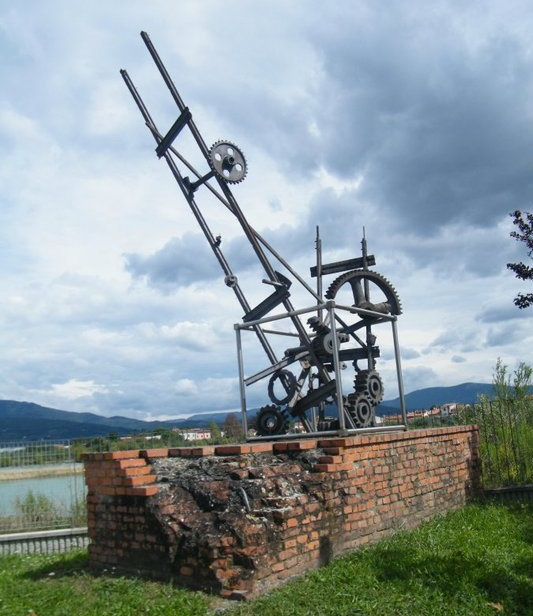
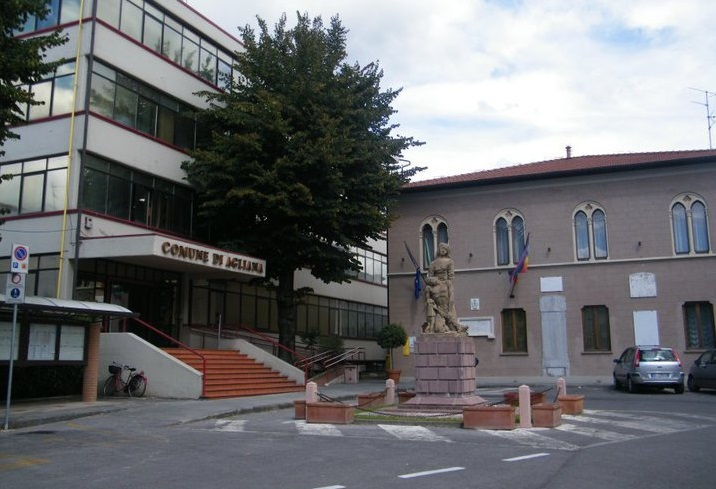
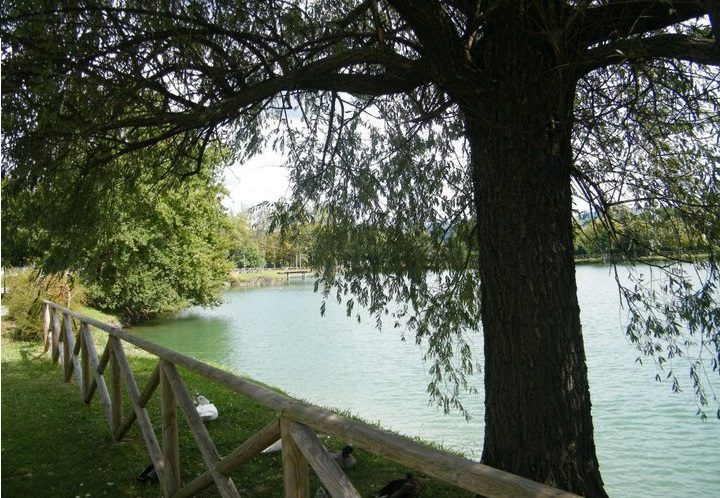
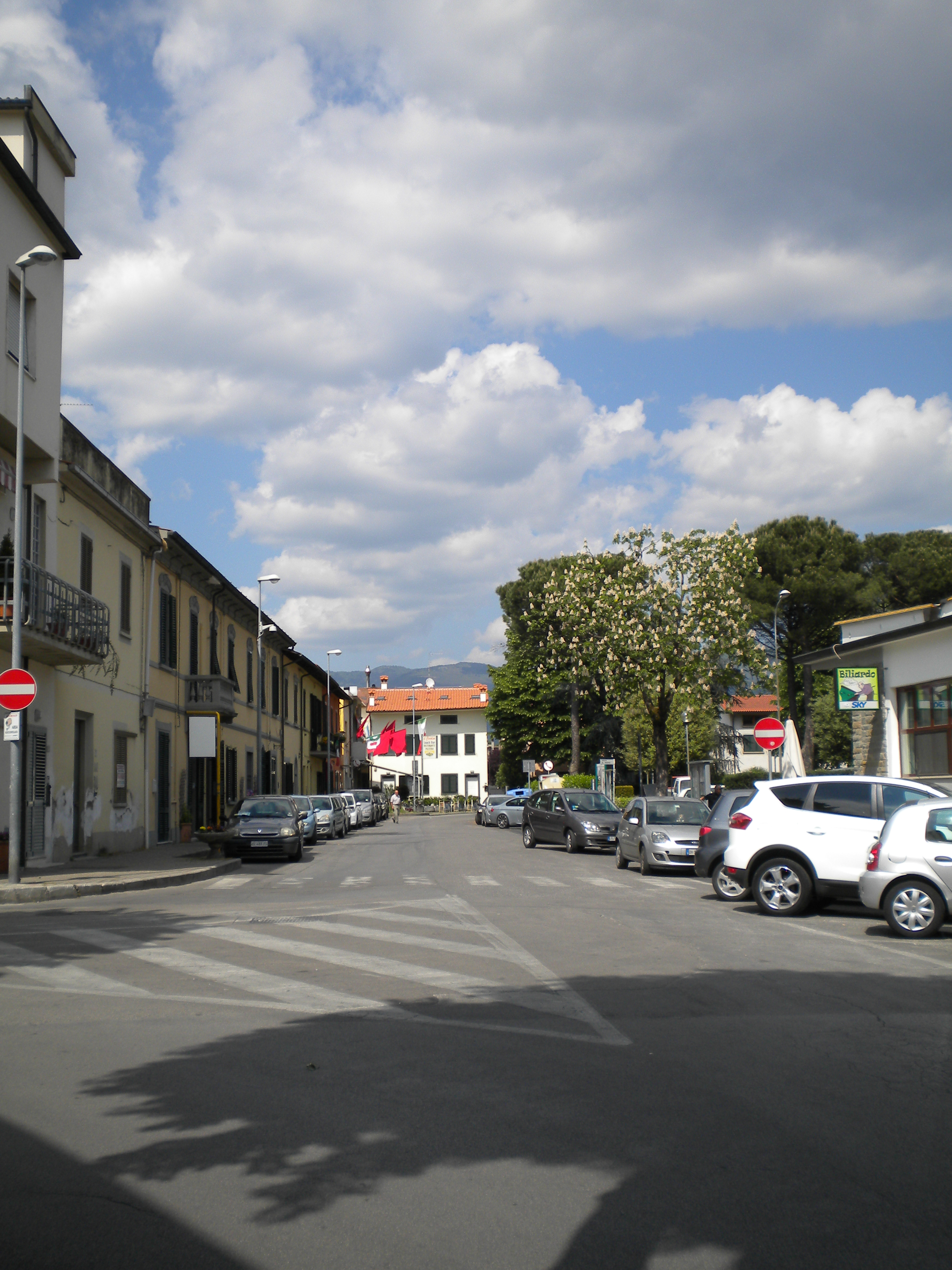

## Demografie
Agliana telt ongeveer 5638 huishoudens. Het aantal inwoners steeg in de periode 1991-2001 met 9,1% volgens cijfers uit de tienjaarlijkse volkstellingen van ISTAT.
| Jaar | Inwoneraantal |
| ---- | ------------- |
| 1991 | 13.410        |
| 2001 | 14.628        |

## Geografie
De gemeente ligt op ongeveer 42 m boven zeeniveau.
Agliana grenst aan de volgende gemeenten: Montale, Montemurlo (PO), Pistoia, Prato (PO), Quarrata.